# Afromera gilliesi
Afromera gilliesi is een haft uit de familie Ephemeridae. De wetenschappelijke naam van de soort is voor het eerst geldig gepubliceerd in 1986 door Elouard.
De soort komt voor in het Afrotropisch gebied.